# Demokratická strana (Srbsko)
Demokratická strana (srbsky Demokratska stranka, демократска странка) je proevropsky orientovaná politická strana v Srbsku. Jejím současným předsedou je Bojan Pajtić. Do roku 2012 byl jejím šéfem Boris Tadić, který byl v letech 2004–2012 také prezidentem republiky. Demokratická strana má po volbách v roce 2016 12 poslanců v parlamentu (Narodna skupstina Republike Srbije) a 10 poslanců v Shromáždění Autonomní oblasti Vojvodina.
Členem a předsedou Demokratické strany byl Zoran Đinđić, první předseda srbské vlády v období po svržení režimu Slobodana Miloševiće. Na vládě se strana podílela i v dalších letech.
Strana se hlásí k základům sociálně demokratické politiky, v praxi i k sociálnímu liberalismu (je tedy rozkročena od levého k pravému středu). Skládá se ze tří menších uskupení a je proevropsky zaměřená.
Demokratická strana od obnovení svojí činnosti v roce 1990 přežila celou řadu štěpení a odchodů svých významných politiků. Prakticky všichni nynější politici v Srbsku, kteří se hlásí k demokratickým principům, byli dříve členové Demokratické strany.[zdroj?]

## Dějiny
První demokratická strana byla založena 16. února 1919 v Sarajevu a hrála významnou roli v předválečné Jugoslávii, i když u moci byla jen krátce (dvakrát v letech 1919 a 1924).
Původně stál v jejím čele Ljubomir Davidović, po jeho smrti v roce 1940 se stal lídrem Milan Grol.
Po druhé světové válce ve volbách v listopadu roku 1945 zvítězil SKJ a ten následně zakázal všechny ostatní politické strany, včetně DS.

## Obnovení působení v 90. letech
Zakládací kongres se uskutečnil 3. února 1990. Předsedou byl zvolen Dragoljub Mićunović, a za předsedu výkonné rady pak Kosta Čavoški. Strana se zúčastnila prvních protivládních demonstrací. Koncem roky 1990 se uskutečnily první volby s účastí více stran a Demokratická strana získala 7 poslanců (měla své kandidáty v 176 z 250 volebních okruhů).
Strana v sobě zahrnovala stoupence různých politických proudů, proto se potýkala s vnitřními rozpory a štěpením. Nedlouho po volbách, v lednu 1991 stranu opustili Nikola Milošević a Kosta Čavoški, ti následně založili novou Srbskou liberální stranu.
V roce 1992 se v souvislosti s možností založení opoziční koalice DEPOS (s jinou opoziční stranou SPO - Srbské hnutí obnovy) odštěpila skupina v čele s Vojislavem Koštunicou, která založila Demokratickou stranu Srbska.
Na kongresu v roce 1994 byl do funkce předsedy strany zvolen Zoran Đinđić.

## Demonstrace v letech 1996/97
V létě roku 1996 byla založena koalice Zajedno (Společně), skládající se z Demokratické strany (DS), Srbského hnutí obnovy (SPO), Občanského svazu Srbska (GSS) a Demokratické strany Srbska (poslední se v koalici zúčastnila pouze federálních voleb). Po federálních volbách DSS vystoupila z koalice, a tak se teď už tříčlenná koalice zúčastnila komunálních, v nichž zvítězila v několika městech v Srbsku. Režim výsledky voleb v těchto městech neuznal, což vedlo k tříměsíčním protestům. Teprve začátkem roku 1997 byly výsledky uznány.

## Vítězství DOS v roce 2000
Na začátku ledna 2000 vznikla koalice Demokratické opozice Srbska (DOS), což bylo seskupení celkem 18 stran, mezi něž patřila i DS. Za kandidáta na prezidentskou funkci vybrala koalice 24. září 2000 Vojislava Koštunicu. Ten sice ve volbách zvítězil, avšak výsledky opět nebyly uznány. Následovaly proto mnohé protesty v srbských městech včetně Bělehradu. Ústavní soud nakonec ale rozhodl ve prospěch Koštunici, což uvítali hlavně vzbouřenci a bylo ranou pro Miloševićův režim.
Demokratická opozice Srbska uspěla také ve volbách do poslanecké sněmovny (Skupštiny) Srbska 23. prosince 2000 a získala dvoutřetinovou většinu v parlamentu. Za předsedu nové vlády Srbska byl zvolen Zoran Đinđić.
Strana jugoslávského prezidenta Koštunici, DSS, v srpnu 2001 opustila seskupení DOS a odešla i z vlády. To zahájilo velkou krizi vládní koalice, avšak premiér Đinđić udržel většinu v zákonodárném sboru, a koaliční vláda tak fungovala i nadále.

## Atentát na Đinđiće a konec DOS
Dne 12. března 2003 byl premiér Đinđić zabit při atentátu. Pohřeb se konal o tři dny později v Bělehradě. Ve funkci byl nahrazen Zoranem Živkovićem, který se stal také předsedou DS.
Demokratická opozice Srbska se rozpadla na podzim roku 2003, a vláda ztratila většinu v poslanecké sněmovně. Vypsány proto byly předčasné volby na 28. prosince. V těch však DS neuspěla a získala v koalici pouhých 37 křesel. Vládní koalici vytvořily strany DSS, G17+, SPO-NS a SPS.

## Období předsedy Borise Tadiće
Po prosincových parlamentních volbách se stal Boris Tadić, místopředseda DS a tehdejší ministr obrany Srbska a Černé Hory, předsedou poslaneckého klubu strany. V řádných volbách předsedy DS v únoru 2004 pak Tadić zvítězil drtivou většinou. Dále byli zvoleni čtyři místopředsedové Nenad Bogdanović, Bojan Pajtić, Dušan Petrović i Slobodan Gavrilović.
Tadić se stal kandidátem DS na funkci prezidenta Srbska ve volbách, které se konaly v červnu 2004. Zvítězil nakonec v jejich druhém kole 27. června, když porazil kandidáta Srbské radikální strany, Tomislava Nikoliće.
Ve volbách do poslanecké sněmovny 21. ledna 2007 byli na kandidátce DS zástupci regionálních stran národnostních menšin včetně strany Rasima Ljajiće. DS v nich získala 64 mandátů a vstoupila do vládní koalice s Demokratickou stranou Srbska premiéra Vojislava Koštunici a stranou G17 plus Mlađana Dinkiće, obsadila 11 z 25 ministerských postů.
V roce 2008 byl Boris Tadić znovu zvolen prezidentem Srbska.
Pro parlamentní volby 2008 se vytvořila koalice Za evropské Srbsko vedená DS, která zvítězila a získala 102 mandátů, z toho na DS připadlo 64 mandátů. Demokratická strana se stala hlavní součástí vlády Mirka Cvetkoviće.
V roce 2012 vytvořila DS pro parlamentní volby koalici Volba za lepší život, která skončila se ziskem 67 mandátů na druhém místě za koalicí Pohněme Srbskem vedenou Srbskou pokrokovou stranou. V souběžně konaných prezidentských volbách podlehl ve druhém kole Boris Tadić obhajující svůj mandát za DS Tomislavu Nikolićovi ze Srbské pokrokové strany. Demokratická strana se nepodílela na vládě a přesunula se do opozice.
V lednu 2014 Boris Tadić opustil stranu a stal se předsedou Nové demokratické strany - Zelení, kterou hodlá vést ve volbách v roce 2014. Od května stranu vede nový předseda Bojan Pajtić.

## Volební výsledky

### Parlamentní volby
| Rok  | Počet hlasů | Hlasy v % | Mandáty pro koalici | Mandáty pro DS |
| ---- | ----------- | --------- | ------------------- | -------------- |
| 1990 |             | 374 887   | –                   | 7              |
| 1992 | 4,16        | 196 347   | –                   | 6              |
| 1993 | 11,57       | 497 582   | –                   | 29             |
| 2000 | 64,7        | 2 402 387 | 176                 | 45             |
| 2003 | 12,58       | 481 249   | 37                  | 23             |
| 2007 | 22,71       | 915 854   | 64                  | 60             |
| 2008 | 38,42       | 1 590 200 | 102                 | 64             |
| 2012 | 22,11       | 863 294   | 67                  | 49             |
| 2014 | 6,03        | 216 634   | 19                  | 17             |
| 2016 | 6,02        | 227 589   | 16                  | 12             |